# アクションチャンネル
アクションチャンネル（ACTION CHANNEL、旧「AXN 海外ドラマ」チャンネル）は、24時間放送のアクションドラマ専門チャンネルである。ノジマ子会社のAXN株式会社が運営しており、スカパー!プレミアムサービス、スカパー!プレミアムサービス光、スカパー!（東経110度CS放送）や主要ケーブルテレビ局にて放送している。

## 沿革
- 1998年5月25日 - ソニー・ピクチャーズテレビジョン・ジャパン（2001年12月、ソニー・ピクチャーズ エンタテインメント（SPEJ）に事業統合）の子会社・株式会社SPEブロードキャスト・ジャパン設立。
- 1998年6月1日 - スカイパーフェクTV!（後のスカパー!プレミアムサービス（標準画質））で「AXN/アクションTV」放送開始。
- 2002年4月1日 - チャンネル名を「AXN」に変更。
- 2002年6月1日 - SPEJとSPEブロードキャスト・ジャパンが合併。
- 2002年7月1日 - スカイパーフェクTV!2（現・スカパー!）Ch.234での放送を開始（衛星基幹放送事業者はハリウッドムービーズ）。
- 2003年8月1日 - SPEJから会社分割によりAXNジャパンを設立。この際、ジュピター・プログラミング（現・JCOM メディア事業部門）が資本参加する。
- 2005年8月17日 - スカパー!110でのチャンネル番号をCh.234からCh.311に変更[2]。
- 2009年10月1日 - スカパー!HD（現・スカパー!プレミアムサービス）、J:COM、ひかりTVでハイビジョン放送（チャンネル名は「AXN HD」）開始。
- 2011年1月25日 - スカパー!e2の画角情報を4:3から16:9のワイド放送（標準画質）に変更した。
- 2013年1月1日 - チャンネル名を「AXN 海外ドラマ」に変更。
- 2013年6月1日 - スカパー!の衛星基幹放送事業者をAXNエンタテインメントに変更。
- 2015年4月1日 - モバキャスで標準テレビジョン放送を開始（移動受信用地上基幹放送事業者はAXNジャパン）。
- 2016年6月30日 - モバキャスでの標準テレビジョン放送終了。
- 2016年12月1日 - スカパー!プレミアムサービスの衛星一般放送事業者が、スカパー・ブロードキャスティングからスカパー・エンターテイメントに変更。
- 2021年8月16日、SPEJによりAXN株式会社設立、AXNジャパンはAXN株式会社の子会社となる。
- 2021年10月1日 - AXN株式会社およびJCOM保有のAXNジャパン株式をノジマが買収[3][4][5]。
- 2022年4月1日 - AXN株式会社がAXNジャパンを吸収合併、同日よりAXN株式会社が運営している[6]。
- 2023年10月1日 - チャンネル名を「アクションチャンネル」に変更[7]。
- 2024年10月1日 - NTTドコモ傘下の動画配信サービス「Lemino」に「アクション&ミステリープラス」の提供を開始[8]。

## 日本国内の放送実績
ソニー資本の頃は、アメリカで放送された新作テレビドラマを中心に、映画、リアリティ番組などを放送していた。また、エミー賞授賞式を長年（第55回（2003年）から第68回（2016年））にわたって日本独占放送していたこともあった。2000年代前半には、探偵物語などの日本のアクションドラマも放送されていた。当時は新作が中心の編成であり、再放送を数回行った後は編成から外され基本的に二度と放送されなかった。人気作は例外的に再放送が継続されていた。CSIシリーズが目玉番組であった。古い作品が新規に放送されることは稀であった。ハリウッド資本の局のため米国内の各賞の中継に強みを持っていた。また、視聴率不振で本国では即打ち切りとなった作品が頻繁に放送される点が他局には無い特徴であった。
ノジマ資本となってからは、番組編成が多く変わって話題作が減り、欧州全域からの作品調達が増えた。以前の強みであった各賞の中継は無くなった。

### ドラマ
- アウトランダー
- アメリカン・クライム（英語版）
- アメリカン・ゴッズ
- ALCATRAZ/アルカトラズ
- ARROW/アロー
- アンダーカバー
- アンドロメダ
- イレブンス・アワー FBI科学捜査ファイル
- Invasion -インベイジョン-
- ヴェロニカ・マーズ
- エイリアス
- LAX
- ALMOST HUMAN/オールモスト・ヒューマン
- 堕ちた弁護士 -ニック・フォーリン-
- 華麗なるペテン師たち
- キッドナップ
- クリミナル・マインド 国際捜査班
- グレイズ・アナトミー 恋の解剖学
- クロッシング・ライン〜ヨーロッパ特別捜査チーム〜
- 警察署長 ジェッシイ・ストーン
- 刑事ナッシュ・ブリッジス
- ゴールデン・ボーイ NYPDルーキー捜査官（英語版）
- コールドケース 迷宮事件簿
- GOTHAM/ゴッサム
- コンティニアム CPS特捜班
- ザ・シールド ルール無用の警察バッジ
- ザ・ファーム 法律事務所
- ザ・フォロイング
- ザ・マペッツ
- ザ・ラストシップ
- サウスランド
- サマンサ Who?
- しあわせの処方箋
- CIA:ザ・エージェンシー
- CSI:科学捜査班
- CSI:サイバー
- CSI:NY
- CSI:マイアミ
- シークレット・サークル（英語版）
- シカゴ P.D.
- シカゴ・ファイア
- シカゴ・メッド
- 666 パーク・アベニュー NYの悪夢（英語版）
- ジャッジメント〜NY法廷ファイル〜（英語版）
- シャドウ・ライン（英語版）
- 私立探偵マグナム
- SUITS/スーツ
- SUPERGIRL/スーパーガール
- スターゲイト アトランティス
- スターゲイト SG-1
- STALKER:ストーカー犯罪特捜班（英語版）
- ダーク・エンジェル
- タイム・アフター・タイム 〜 H・G・ウェルズの冒険（英語版）
- タイムレス
- TAXI ブルックリン
- TOUCH/タッチ
- ダニーのサクセス・セラピー
- DALLAS/スキャンダラス・シティ
- チャームド～魔女3姉妹～
- CHILDHOOD'S END -幼年期の終り-
- CHUCK/チャック
- CHOSEN:選択の行方（英語版）
- THIS IS US 36歳、これから
- デッド・ゾーン
- 24 -TWENTY FOUR-
- トゥモロー・ピープル（英語版）
- 特捜刑事マイアミ・バイス
- トリック 難事件はオレにお任せ（英語版）
- ナイトシフト 真夜中の救命医
- NIKITA/ニキータ
- ニキータ1997
- PERSON of INTEREST 犯罪予知ユニット
- ハリーズ・ロー 裏通り法律事務所
- HAWAII FIVE-0
- HANNIBAL/ハンニバル
- BEAST（英語版）
- BELIEVE/ビリーブ（英語版）
- FOREVER Dr.モーガンのNY事件簿
- プッシング・デイジー 恋するパイメーカー
- プライベート・プラクティス
- ブラインドスポット
- ブラザーズ&シスターズ
- THE FLASH/フラッシュ
- フラッシュフォワード
- プリズン・ブレイク
- フルサークル・シカゴ（英語版）
- フルハウス
- 弁護士イーライのふしぎな日常
- ホームタウン～僕らの再会～
- HOSTAGES ホステージ
- ポリティカル・アニマルズ（英語版）
- ホワイトカラー
- MAD MEN マッドメン
- MR. ROBOT/ミスター・ロボット
- ミステリー・ゾーン
- ミュータントX
- ヤング・スーパーマン
- UCアンダーカバー 特殊捜査班
- ライ・トゥ・ミー 嘘の瞬間
- ラッシュ・アワー（英語版）
- リーサル・ウェポン
- LUCIFER/ルシファー
- LOST
- 私はラブ・リーガル

### 日本国内作品
- 探偵物語
- 風の刑事・東京発!
- プロハンター
- 爆走!ドーベルマン刑事
- ひとりが世界のナゼを教えてもらったら?

### その他
- エミー賞授賞式（第55回（2003年）から第68回（2016年））
- ゴールデングローブ賞授賞式（第67回（2010年）から第75回（2018年））[20][21][22][23][24][25][26][27][28]
- アメージング・レース
- 1000万は誰の手に!? Asia's Got Talent（英語版）
- ヴィクトリアズ・シークレット ファッションショー（英語版）